# Macchia Albanese
Macchia Albanese (på arberesjiska Maqi) är en frazione i kommunen San Demetrio Corone i provinsen Cosenza i Italien.
Byn grundades av arberesjiska invandrare från Albanien som anlände till Italien på 1400-talet. Arberesjiska och italienska talas idag som modersmål av byns invånare.
Den kända arberesjiska poeten Jeronim De Rada föddes i Macchia Albanese.